# Einbeck
Einbeck is een gemeente en voormalige Hanzestad in de Duitse deelstaat Nedersaksen. Einbeck maakt als selbständige Gemeinde deel uit van de Landkreis Northeim. De stad telt 30.449 inwoners. Op 1 januari 2013 fuseerden de stad Einbeck en de gemeente Kreiensen.
Het stadsbeeld wordt bepaald door meer dan 150 laatmiddeleeuwse vakwerkhuizen. Einbeck is bekend vanwege zijn bierbrouwerij waar het Einbecker Bier gebrouwen wordt. Op dit bier zijn de bokbieren gebaseerd. De term 'bokbier' is afgeleid van de typering 'Einbecker Bier'.

## Stadsdelen
De uitgestrekte gemeente Einbeck bestaat uit de eigenlijke stad, die circa 15.000 inwoners telt, en liefst 46 Ortsteile, meest kleine dorpen rondom de stad. Alleen Greene is een vlek. Dit zijn:
| - Ahlshausen-Sievershausen - Andershausen - Avendshausen - Bartshausen - Bentierode - Beulshausen - Billerbeck (Einbeck) - Bruchhof (Einbeck) - Brunsen - Buensen - Dassensen - Dörrigsen - Drüber - Edemissen (Einbeck) - Erzhausen (Einbeck) - Garlebsen | - Greene (Einbeck) - Haieshausen - Hallensen - Holtensen (Einbeck) - Holtershausen - Hullersen - Iber (Einbeck) - Immensen (Einbeck) - Ippensen - Kohnsen - Kreiensen - Kuventhal - Naensen - Negenborn (Einbeck) - Odagsen | - Olxheim - Opperhausen - Orxhausen - Rengershausen (Einbeck) - Rittierode - Rotenkirchen - Salzderhelden - Strodthagen - Stroit - Sülbeck - Vardeilsen - Vogelbeck - Voldagsen - Volksen (Einbeck) - Wenzen |

Staat achter een plaatsnaam: (Einbeck), dan betekent dat, dat elders in het Duitse taalgebied plaatsjes met dezelfde naam liggen.

### Bevolkingscijfers
Peildatum: 28 februari 2021. Bron: flyer van de gemeente Zahlen, Daten, Fakten.
- Kernstadt (de stad in eigenlijke zin) 14.744;
- Ahlshausen[3] 449; Ippensen 71
- Andershausen 111; Kohnsen 251
- Avendshausen 129; Kreiensen 2.384
- Bartshausen 128; Kuventhal 192
- Bentierode 176; Naensen 578
- Beulshausen 79; Negenborn 132
- Billerbeck 256; Odagsen 337
- Bruchhof 46; Olxheim 86
- Brunsen 243; Opperhausen[4] 711
- Buensen 69; Orxhausen 200
- Dassensen 593; Rengershausen 81
- Dörrigsen 276; Rittierode 206
- Drüber 456; Rotenkirchen 168
- Edemissen 455; Salzderhelden 1.750
- Erzhausen[5] 309; Strodthagen 123
- Flecken Greene 1.449; Stroit 324
- Garlebsen 129; Sülbeck 419
- Haieshausen 63; Vardeilsen 301
- Hallensen 33; Vogelbeck 888
- Holtensen 591; Voldagsen 87
- Holtershausen 62; Volksen 270
- Hullersen 317; Wenzen 659
- Iber 295; Immensen 329

## Geschiedenis
De stad dankt haar naam aan de aanwezigheid van de Ilme en haar zijbeken, waaronder een met de naam Krummes Wasser waaraan in de 11e eeuw de kern van de stad uit twee oudere dorpjes ontstond. De betekenis van de naam, in 1103 vermeld als Enbiche, is ongeveer: stromende beek. In een van keizer Frederik Barbarossa afkomstig document uit 1158 wordt Einbeck vermeld.
De bloei van de stad begon in de 13e eeuw. In 1252 kreeg Einbeck stadsrechten, in 1260 een stadsommuring. De export van Einbecker bier wordt voor het eerst vermeld in 1351. In 1368 trad Einbeck toe tot de Hanze. In de 14e en 15e eeuw vestigden er zich twee nonnenkloosters en een monnikenklooster. Voor stadsbranden bleef Einbeck niet gespaard; ze hadden plaats in 1540, 1549 en 1826. Veel van de fraaie huizen in het oude centrum zijn kort na de beide 16e-eeuwse stadsbranden gebouwd. Einbeck was vooral vanwege de bierbrouwerijen relatief welvarend. In 1580 werd Einbeck luthers, welke gezindte onder de christenen nog steeds overheerst. In de Dertigjarige Oorlog werd Einbeck in 1632 en 1641 belegerd, ingenomen en zwaar beschadigd.
In 1879 werd de stad aangesloten op het spoorwegnet. Van 1890 tot 1931 was in Einbeck het in heel Duitsland bekende postorderbedrijf Stukenbrok actief. Het handelde in fietsen, motorfietsen en toebehoren. De bedrijfscollectie van deze onderneming leidde tot het ontstaan van een fietsen- en motorenmuseum in Einbeck. In de Tweede Wereldoorlog bleef Einbeck voor zware bombardementen en andere oorlogsschade gespaard. In 1946 moest de stad uitgebreid worden om een groot aantal Duitse vluchtelingen uit het aan Polen toegewezen Silezië te kunnen huisvesten.

## Bezienswaardigheden
- De stad telt ca. 150 deels uit de tijd van de late renaissance daterende vakwerkhuizen. Vele ervan zijn versierd met houtsnijwerk. Met name in de Tiedexer Straße ten westen van de markt en aan het marktplein midden in de stad staan markante gebouwen. Voorbeelden zijn het Brodhaus (1552), de Ratsapotheke (1562) en het waaggebouw (1565).
- Het in 1593 gebouwde raadhuis is een markant monument.
- De evangelisch-lutherse Jakobikirche, een pseudobasiliek uit de 13e eeuw, werd in de 18e eeuw in barokstijl gerenoveerd.
- De 11e-eeuwse voormalige bedevaart- en kloosterkerk, gewijd aan de heilige Alexander van Rome is gebouwd in gotische stijl maar heeft een romaanse crypte. In de kerk is een Heilig-Bloedkapel. De bijbehorende relikwie van het Heilig Bloed is in de 17e eeuw verloren gegaan.
- Vanuit de stad kan men in noordoostelijke richting over de 348 m hoge, beboste Fuchshöhlenberg naar Greene bij Kreiensen wandelen om de kasteelruïne van dat dorp aan de Leine te bezichtigen. De lengte van deze wandeling is ca. 8 km. De gemeente heeft daarnaast nog enige wandel- en fietsroutes uitgezet.
- In een in 1899 gebouwde, voormalige graansilo aan de westrand van het oude centrum is het aan voertuigen, vooral motorfietsen en auto's, gewijde museum PS.Speicher gevestigd. Het museum beschikt als een der weinige in West-Europa over een voertuigsimulator waar bezoekers het rijden in een race-auto kunnen ervaren.
- In een uit 1548 daterend, groot vakwerkhuis is het Stadtmuseum Einbeck gevestigd. Er worden voorwerpen die betrekking hebben op de geschiedenis van Einbeck en omgeving getoond. Verder is er een expositie over het ambacht van blauwverver, een belangrijke collectie historische fietsen en een verzameling in de stad geslagen munten. Een deel van het museum is gewijd aan de geschiedenis van het Einbecker bier.

## Afbeeldingen

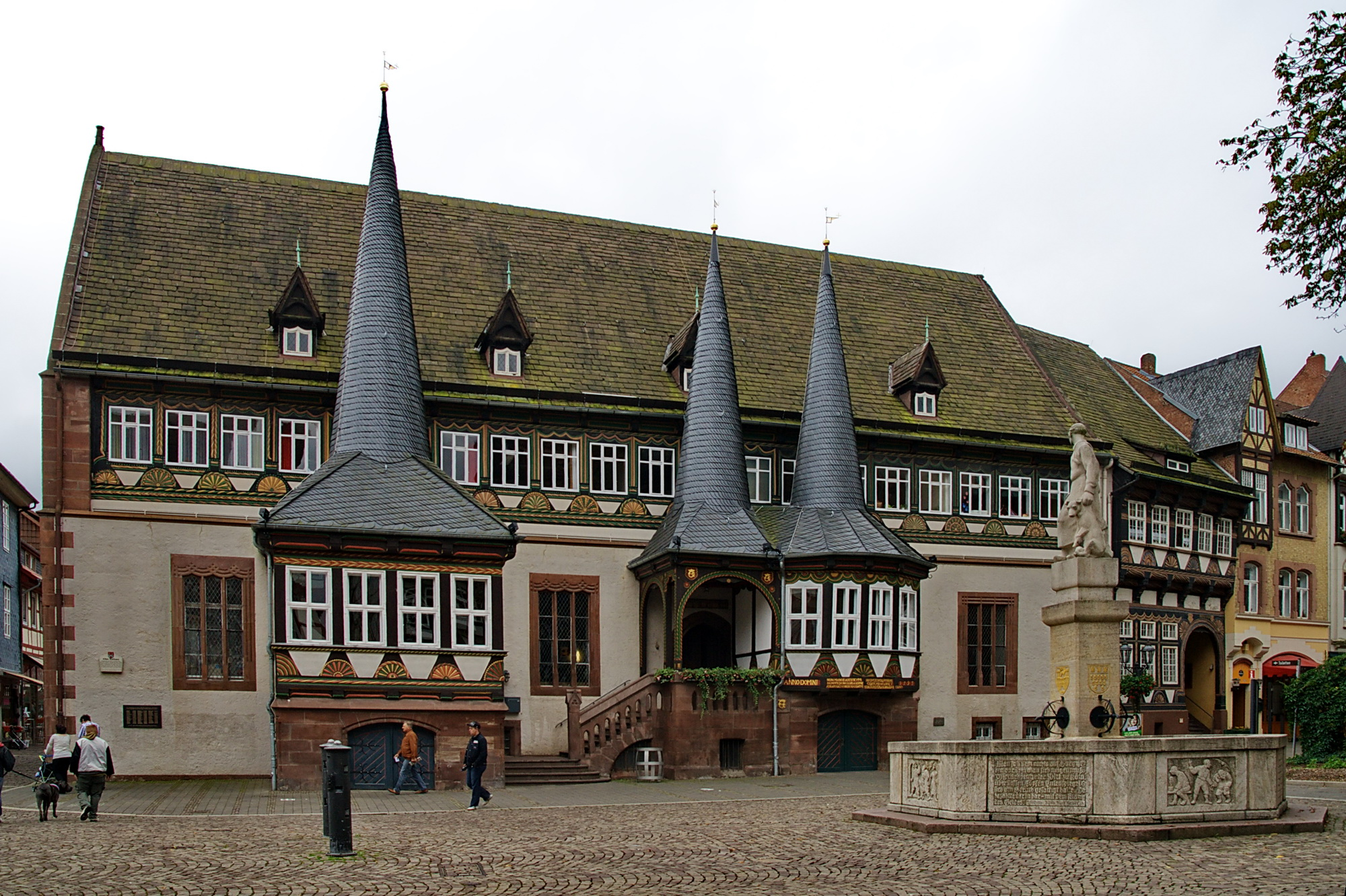
Voormalig gemeentehuis
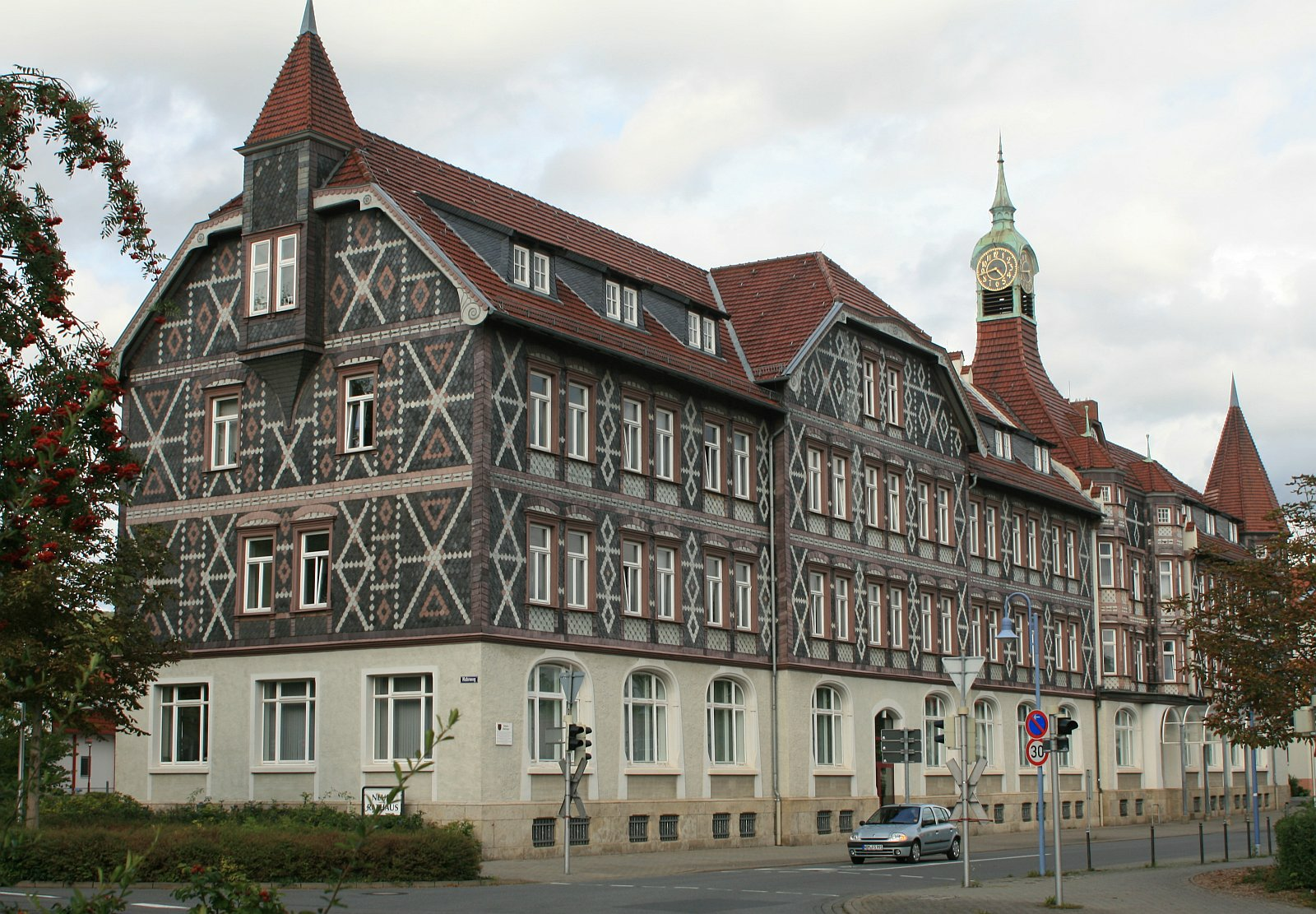
Gemeentehuis
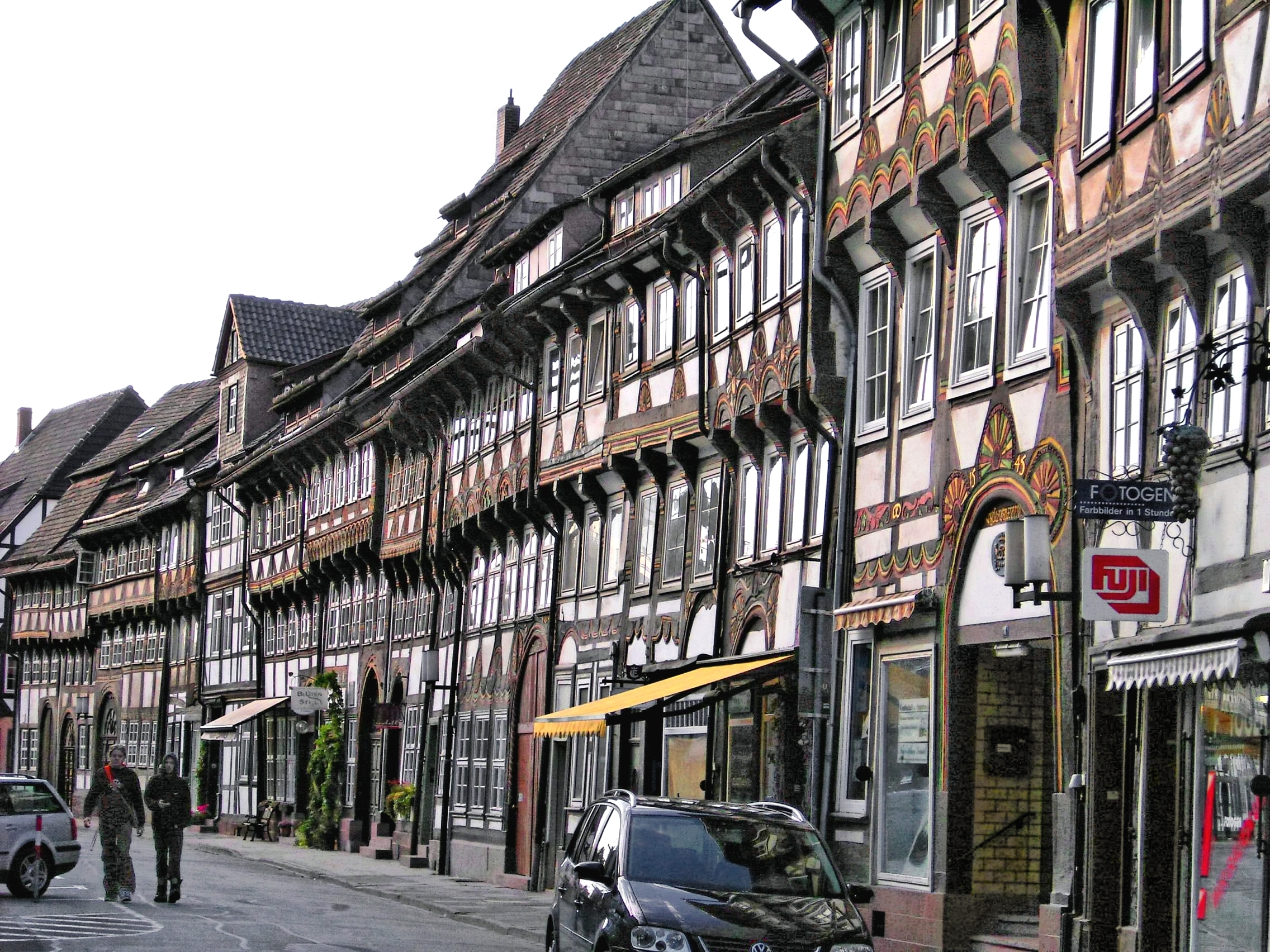
Tiedexer Straße
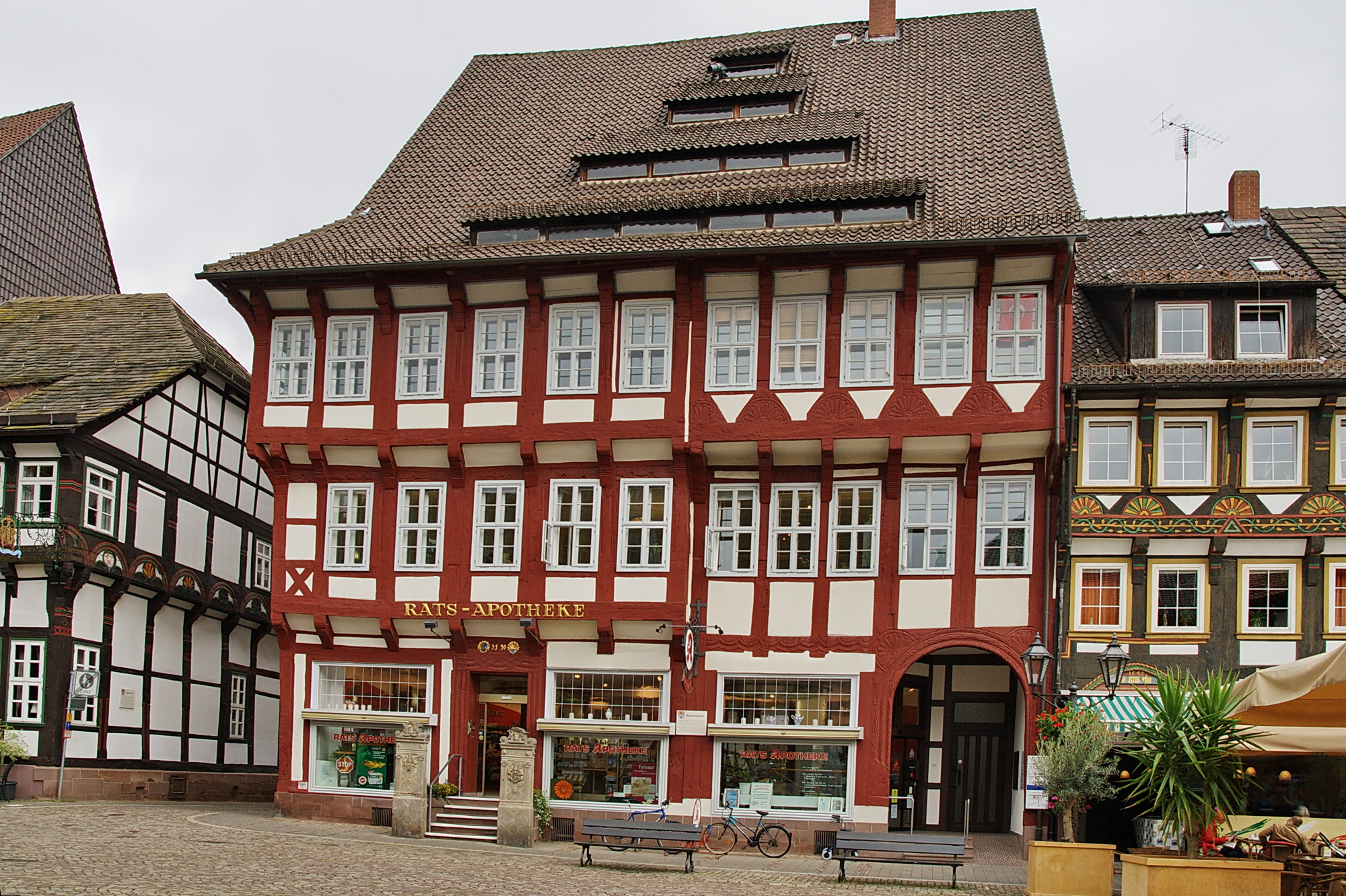
Ratsapotheke

## Geografie
Einbeck heeft een oppervlakte van 231 km² en ligt in het noorden van Duitsland aan de Ilme, die drie km ten oosten van de stad in de Leine uitmondt. Grotere steden in de omgeving zijn Göttingen (ca. 40 km met de auto, hemelsbreed 35 km zuidwaarts) en Hildesheim (ca. 50 km met de auto, hemelsbreed ca. 43 km noordwaarts). Het Harzgebergte begint bij Bad Grund ongeveer 25 km in oostelijke richting.

## Economie
Behalve de bierbrouwerijen is voor de economie van Einbeck ook het toerisme van belang, vanwege de bezienswaardige stadskern en de fraaie omgeving van de stad. De belangrijkste werkgever van Einbeck, met ca. 1500 arbeidsplaatsen, is 'KWS Saat', een producent van veredeld zaaigoed voor de landbouw. Dit bedrijf is genoteerd aan de SDAX aandelenbeurs. De in de stad aanwezige ambachtelijke blauwververij werd in 1638 opgericht.

## Verkeer en vervoer
De stad heeft een spoorwegstation in het centrum, dat aan een lokaalspoorlijn, de Ilmebahn, ligt. Na 34 jaar van sluiting is het station, dat officieel Bahnhof Einbeck-Mitte heet, in december 2018 weer voor reizigersvervoer in gebruik genomen. Om met de trein verder te reizen dan de directe omgeving van Einbeck, is een overstap nodig in station Einbeck-Salzderhelden op de trein naar de grotere stations van Northeim of Kreiensen.
Einbeck ligt aan de Bundesstraße 3 tussen Alfeld en Northeim. Dertien kilometer ten zuidoosten van Einbeck, aan de rand van Northeim, is afrit 69 van Autobahn A7.

## Geboren in Einbeck
- Justus Georg Schottel (1612-1676), dichter (Schottelius)
- Conrad Wilhelm Hase (1818-1902), belangrijk architect van de neogotiek
- Heinrich Rosenbusch (1836-1914), geoloog
- Friedrich Uhde (1880-1966), chemisch ingenieur en ontwerper van installaties voor de chemische industrie, onder andere van de installatie waarmee Wilhelm Ostwald met succes experimenteerde met het Ostwaldproces voor ammoniaksynthese
- Wilhelm Heinrich Rohmeyer (1882-1936), kunstschilder van de kunstenaarsgroep te Fischerhude
- Emil Reinecke (1933-2011), wielrenner

## Partnergemeentes
Er bestaan jumelages met:
- Thiais, Frankrijk (sedert 1962)
- Wieselburg, Oostenrijk (sedert 1987)
- Artern, Duitsland, deelstaat Thüringen (sedert 1990)
- Paczków (tot 1945: Patschkau), Polen (sedert 1992)
- Keene (New Hampshire), USA (sedert 2002)